# سابين لوتينشلاغر
سابين لاوتينشلاغر (بالألمانية: Sabine Lautenschläger) من مواليد 3 يونيو 1964 هي حقوقية ألمانية شغلت منصب عضو في المجلس التنفيذي للبنك المركزي الأوروبي من 2014 إلى 2019. كما شغلت سابقًا منصب نائب رئيس البنك الاتحادي الألماني من 2011 إلى 2013.
في العام 2022 انضمت لاوتينشلاغر إلى مكتب كوفينجتون ‏ للمحاماة في فرانكفورت كمستشار أول.